# Avak (krater)
Avak – krater uderzeniowy w pobliżu miasta Barrow na Alasce, w Stanach Zjednoczonych. Ma 12 km średnicy, jest w przybliżeniu kolisty. Jego wiek nie jest dobrze znany: powstał pomiędzy późną kredą a pliocenem w skałach osadowych. Struktura została rozpoznana w ramach wierceń poszukiwawczych na przełomie lat 40. i 50. XX wieku, jednak dopiero w 1996 roku znaleziono dowody na jej impaktowe pochodzenie. Skały krateru stanowią naturalną pułapkę na gaz ziemny.